# Società cooperativa
La società cooperativa è una organizzazione fondata sul contributo di lavoro e di capitale dei soci. Lo scopo principale è l'attività mutualistica (quindi non il lucro come per le imprese commerciali) ovvero quello di ottenere beni e servizi a condizioni vantaggiose evitando le intermediazioni.

## Storia
Le società cooperative nascono nel 19º secolo in ambiente operaio socialista e cattolico. In Italia la prima cooperativa nasce a Torino nel 1854. Nacquero poi le prime casse rurali in Lombardia e Veneto; poi i consorzi agrari per la vendita di prodotti e l'acquisto di macchinari.
Nel 1886 nasce la Lega delle cooperative, da cui si stacca successivamente la componente cattolica per dar vita al Confederazione delle cooperative. Si diffusero dopo il 1890 le cooperative di consumo, a partire dalle quali, "resisi autonomi precocemente i sodalizi del credito popolare e separatisi i cattolici, l'influenza socialista si rafforzò progressivamente".
Nel 1895 nasce l’Alleanza cooperativa internazionale, con sede a Ginevra, che riunisce circa 230 movimenti cooperativi di 100 paesi del mondo.
Attualmente oltre il 90% delle cooperative italiane sono riunite in tre principali associazioni (Legacoop, Confcooperative, AGCI), che nel 2011 hanno costituito congiuntamente un coordinamento nazionale denominato Alleanza delle Cooperative Italiane.

## Tipologia
Oggigiorno le imprese cooperative operano in questi settori produttivi:
- produzione e lavoro: manifatturiero, industriale, edilizia, meccanico, energia, consulenza;
- servizi: web, manutenzione, vigilanza, logistica, trasporti, ristorazione, global service;
- grande distribuzione: consumatori, utenza, dettaglianti;
- agricoltura e pesca: coltivazione, allevamento, trasformazione, pesca;
- turismo: servizi per il turismo, accoglienza;
- cultura e media: stampa, internet, servizi culturali e museali, organizzazione eventi;
- credito, finanza, assicurazioni: servizi bancari, servizi finanziari, servizi assicurativi;
- salute e sociale: sanità, benessere, disabilità, infanzia, disagio sociale;
- abitazione: politiche abitative, efficientamento energetico.